# Кравц
Кравц (настоящее имя — Па́вел Евге́ньевич Кравцо́в; род. 14 января 1986, Тула) — российский рэпер, основатель музыкального лейбла Presnya Family.

## Биография
Родился в Туле в 1986 году, в 6 лет переехал в Москву. В 11 лет начал заниматься написанием песен, в 16 — пробовать себя в рэпе. В 2009 году выпустил дебютный альбом Puff Naughty, состоящий из 17 композиций и включающий в том числе совместные работы с резидентом Comedy Club Таиром Мамедовым, певцами Алексеем Гоманом и Александром Панайотовым.
Композиция «Не насосала, а подарили!» вошла в саундтрек к фильму «8 первых свиданий».
Вскоре после выхода второго альбома «Набор ассоциаций» в 2011 году Кравцу был предложен контракт с лейблом Влади (группа «Каста») «Respect Production». Сотрудничество продлилось год и вылилось в релиз третьего альбома «Бумеранг».
В 2014 году вышел четвёртый студийный альбом Кравца под названием «Свежий расслабон». В альбом вошли композиции с такими музыкантами как Guf, Хамиль, Иван Дорн, Словетский, Смоки Мо, а также шансонье Евгением Кемеровским. Дуэт с Иваном Дорном «Прониклась мной» был номинирован на украинскую музыкальную премию YUNA как дуэт года. «Свежий расслабон» стал первым релизом Кравца, самостоятельно изданным им на собственном лейбле «Presnya Family». Интернет-портал The Flow включил «Свежий расслабон» в список 33 лучших российский альбомов 2014 года.
Вышедший в 2015 году альбом «Плохой романтик» вошёл в двадцатку лучших альбомов 2015 года по версии редакции портала Rap.ru.
Кравц снялся в нескольких фильмах, в том числе «Выпускной» (2014) и «Женщины против мужчин» (2015). При участии певицы Натальи Извековой выпустил саундтрек к фильму «Источник».
В ноябре 2016 года Кравц выпускает шестой сольный альбом «На одной улице», записанный при участии саунд-продюсера Daffy.
В сентябре 2018 года Кравц получает награду в премии Russian MusicBox как «Лучший дуэт» песни «Выходи за меня», которую исполнили Кравц и группа «Градусы».
В декабре 2018 снялся в клипе-тизере с Сергеем Буруновым к фильму «Полицейский с Рублевки: Новогодний беспредел».
В Июне 2019 года Кравц получает награду В Всероссийской музыкальной премии «MUZPLAY 2019» как «Рэпер года».
В Январе 2022 года выпускает совместный клип с AYYO на сингл «Фонари»[значимость факта?].

## Дискография

#### Сольные альбомы
- 2009 — Puff Naughty
- 2011 — «Набор ассоциаций»
- 2012 — «Бумеранг»
- 2014 — «Свежий расслабон»
- 2015 — «Плохой романтик»
- 2018 — «Что ещё объяснять?»
- 2019 — «Самый сольный»
- 2019 — «Тактильная террористка»
- 2021 — Dushevnij
- 2023 — «Мантры лета»

#### Совместные альбомы
- 2016 — «На одной улице» (совместно с Daffy)
- 2020 — The Cake (совместно с Tony Tonite)
- 2021 — «Подгон» (совместно с «Красным Деревом»)
- 2022 — «Подгон 2» (совместно с «Красным Деревом»)
- 2022 — «1000 лет весны» (совместно с Гио Пика)
- 2023 — «17 мгновений осени» (совместно с Гио Пика)
- 2023 — «60 секунд до зимы» (совместно с Гио Пика)
- 2024 — «Подгон 3» (совместно с «Красным Деревом»)

### 2010-е годы
- 2010 — «Вспоминать»
- 2011 — «Эндорфин» (ft. Андрей Аверин)
- 2011 — «Море»
- 2012 — «Обнуляй»
- 2013 — «Нет конфликта» (ft. Guf)
- 2013 — «Остановить Время» (ft. Тато)
- 2014 — «А я ей» (ft. Александр Панайотов)
- 2015 — «Неуловимы» (ft. Aiza)
- 2015 — «Счастлив, что тебя встретил»
- 2016 — «Настоящий Секс» (ft. Егор Сесарёв)
- 2016 — «Буду тебя лайкать»
- 2016 — «Аху***ная телка» (ft Galiv Аху)
- 2016 — «Проблема» (ft. А. Панайотов)
- 2016 — «Я хотел бы знать» (ft. Tony Tonite)
- 2017 — «Выходи за меня» (ft. Градусы)
- 2018 — «На море» (ft. Н. Извекова)
- 2018 — «Типа ничего не было» (ft. Восемь по Гринвичу)
- 2018 — «Вынырнул из Марвела» (ft. OG Buda)
- 2018 — «Укутаю» (ft. Zabava)
- 2019 — «Руку на ритм»
- 2019 — «Лёд с огнём» (ft. Kairiv)
- 2019 — «Пуэрториканка» (ft. Kitoboy, Пицца)
- 2019 — «Я не еда и я не напиток»
- 2019 — «Рейв» (ft. Зомб, DJ Mikis)
- 2019 — «Боди» (ft. Fraank)
- 2019 — «Меня было мало» (ft. Пика)
- 2019 — «Нападу» (ft. Yakubo)
- 2019 — «Не уходи»
- 2019 — «На дно» (ft. Karabass)
- 2019 — «Вдребезги» (ft. ВесЪ)

### 2020-е годы
- 2020 — «Эй» (ft. Tony Tonite, Зомб)
- 2020 — «Пресненский кусок» (ft. Mon Ami)
- 2020 — «Covid killer» (ft. Tony Tonite)
- 2020 — «Чау чау» (ft. Tony Tonite)
- 2020 — «Обмани меня» (ft. Сасандра)
- 2020 — «Есть как есть» (ft. Нигатив)
- 2020 — «Rocket» (ft. Gangsburg)
- 2020 — «Доброе» (ft. Misha Xramovi)
- 2020 — «Реабилитанцы»
- 2020 — «Shakidanu» (ft. Чаян Фамали)
- 2020 — «Лето на ветер» (ft. Guf)
- 2020 — «На движе» (ft. VERBEE)
- 2020 — «Студент»
- 2020 — «Катя» (ft. Хлеб)
- 2020 — «Мне кажется» (ft. Lil Kate)
- 2021 — «На Ямайку» (ft. Пицца)
- 2021 — «Бабслей» (ft. Дипсай, Netsignala & Romvn)
- 2021 — «Головокруженщина»
- 2021 — «Тем кто на небесах» (ft. Красное Дерево)
- 2021 — «В дебрях» (ft. Красное Дерево & Гио Пика)
- 2021 — «Выпускница» (ft. Дима Пермяков)
- 2021 — «Все женщины мира» (ft. Градусы)
- 2021 — «Я догоняю»
- 2021 — «В дебрях» (ft. Красное дерево & Гио Пика)
- 2021 — «Мирный» (ft. Словетский, Гио Пика, Красное Дерево & Гена Гром)
- 2021 — «Маршрут построен» (ft. DJ Groove, Slider & Magnit)
- 2021 — «Холода пройдут»
- 2021 — «Гидромассаж жожоба» (ft. Indigo, Slavon)
- 2021 — «Плохой» (ft. Паша Техник)
- 2021 — «Опять дожди» (ft. Гио Пика)
- 2021 — «Зимний регги» (ft. Зомб)
- 2022 — «Фонари» (ft. AYYO)
- 2022 — «Бейлис» (ft. Tomas Mart)
- 2022 — «Однажды» (ft. Гио Пика)
- 2022 — «Бомба» (ft. StaFFорд63)
- 2022 — «Так прекрасно» (ft. Красное Дерево)
- 2022 — «Игристое (Bogachi Remix)» (ft. Элона Миллер, Bogachi)
- 2022 — «Что с ней»
- 2022 — «Учи меня жить»
- 2022 — «Популярная песня» (ft. Дима Пермяков)
- 2022 — «Химия» (ft. Маракеш)
- 2022 — «Она опять приедет» (ft. NLO)
- 2022 — «Душу в кулак»
- 2022 — «Дельтаплан» (ft. «Красное Дерево»)
- 2022 — «Как ни крути» (ft. «Красное Дерево», Гио Пика)
- 2022 — «Каждый раз»
- 2023 — «Lovers» (ft. Гио Пика)
- 2023 — «Перерыв»
- 2023 — «Будущая любовь»
- 2023 — «Шаманка»
- 2023 — «Найти середину»
- 2023 — «Мой мозг» (OST ''Соцсети'')
- 2023 — «До свидания, лето» (ft. Элона Миллер)
- 2023 — «Отпускай» (ft. Hollyflame)
- 2023 — «Таю» (ft. Анет Сай)
- 2023 — «Бандит» (ft. NLO)

#### Участие на альбомах у других исполнителей
- Каспийский груз — «Эти Дни» (Сторона А сторона Б)
- Элджей — «Дисконнект» («Sayonara Boy»)
- Местный — «Уже не будет хуже» («36.6»)
- Tony Tonite — «Я хотел бы знать» («Ю»-EP)
- Егор Сесарев — «Эффект» («Витамины»-EP)
- Jah Khalib — «Do It» («KHALIBания души»)
- Артём Пивоваров & 813 — «Огонь и Я» («Стихия воды»)
- Настя Кудри — «Infa 100» («ПРРР»)
- Tony Tonite & Fuze — «Час пик» («Фиолетовый»)
- DJ Nik One & Tony Tonite — «Научился жить» («Сториз»)
- Fraank — «Боди» («Space Mode»)
- Алкоголь После Спорта — «Посмотри как красиво» («шнАПС»)
- Женя Дидур — «Натуральная блонда» («Лимокадо») — «Если бы» («Повсюду»)
- Словетский — «Дал Да: Всем Своим» («Antishlyagger IV»)
- Yangy — «Лав лов» («17»)
- Ahimas & DLD — «Салют» («Совместные песни»)
- Rigos — «Пусть ливень льёт» («Эй, кэп!»)
- May Wave$ — «Окинава» («Dead Love 2» и Deluxe)
- Красное Дерево — «Ретард» («Дал пять»)

#### Микстейп
- 2007 — «Мутные парни» (feat. Ryda)

## Видеография

### 2000/2010-е годы
- 2009 — «Если ты завис»
- 2010 — «Вспоминать»
- 2011 — «Против ветра»
- 2011 — «Не насосала, а подарили» (ft. Каждо, Лакоста)
- 2011 — «Эндорфин» (ft. Андрей Аверин)
- 2011 — «Море»
- 2011 — «Близко» (ft. Бэрамэ, Карабин)
- 2011 — «Всем своим» (ft. Словетский, Дядя Серёжа)
- 2012 — «Пишем и поём»
- 2012 — «Будь» (ft. Андрей Аверин)
- 2013 — «Нет конфликта» (ft. Guf)
- 2013 — «Если бы мы» (ft. Женя Дидур)
- 2013 — «Я думал»
- 2013 — «В полной темноте»
- 2014 — «А я ей» (ft. Александр Панайотов)
- 2014 — «Мне говорят»
- 2014 — «Мир Банальных Истин» (ft. Хамиль, Женя Дидур)
- 2014 — «В шутку»
- 2015 — «Туда, где нас ждут»
- 2015 — «Счастлив, что тебя встретил»
- 2015 — «Не знать их» (ft. «Каспийский груз»)
- 2015 — «Неуловимы» (ft. AIZA)
- 2015 — «Признание» (ft. Птаха, Miko)
- 2015 — «Мне хорошо» (ft. Pa-Shock (ex. Градусы))
- 2015 — «Проблема»
- 2016 — «Солнечный Swag»
- 2016 — «Когда погаснет свет» (ft. Алексей Гоман)
- 2016 — «Ищу себя»
- 2016 — «Я хотел бы знать» (ft. Tony Tonite)
- 2016 — «Давай зажигать» (ft. Баста)
- 2017 — «Не нагружай» (ft. Daffy)
- 2017 — «Настоящий секс» (ft. Егор Сесарёв)
- 2017 — «Дисконнект» (ft. Элджей)
- 2017 — «Научился жить» (ft. Tony Tonite, Dj Nik One)
- 2017 — «Выходи за меня» (ft. Градусы)
- 2018 — «Танго обниманго»
- 2018 — «Глупый молодой на мели»
- 2019 — «Укутаю» (ft. Zabava)
- 2019 — «Руку на ритм»
- 2019 — «Типа ничего не было» (ft. Восемь по Гринвичу)
- 2019 — «Меня было мало» (ft. Пика)

### 2020-е годы
- 2020 — «Я не еда и я не напиток»
- 2020 — «Боди» (ft. Fraank)
- 2020 — «Есть как есть» (ft. Нигатив)
- 2020 — «Чау чау» (ft. Tony Tonite)
- 2020 — «Лето на ветер» (Гуф & Кравц)
- 2021 — «Тем кто на небесах» (ft. Красное дерево)
- 2021 — «Я догоню»
- 2021 — «Холода пройдут»
- 2021 — «Плохой» (ft. Паша Техник)
- 2021 — «Зимний регги» (ft. Зомб)
- 2022 — «Мечтатели» (ft. Murovei)
- 2022 — «Однажды» (ft. Гио Пика)
- 2022 — «Фонари» (ft. AYYO)
- 2022 — «Игристое» (ft. Элона Миллер)
- 2022 — «Ждать весны» (ft. Гио Пика)
- 2022 — «Как тебя я встретил» (ft. Гио Пика)
- 2023 — «Где-то там» (ft. Гио Пика)
- 2023 — «Где прошла ты» (ft. Гио Пика)
- 2023 — «Найти середину»
- 2023 — «Мой мозг» (OST ''Соцсети'')
- 2023 — «Мантры»
- 2023 — «Волна» (ft. Гио Пика)
- 2024 — «Шамбала»
- 2025 - "Женщина, которая любит" (ft. Гио Пика)

### Участие в видеоклипах у других исполнителей
- Og Buda — «Бандит»